# Salvator (maison d'édition)
 (mars 2025).
Salvator est une maison d'édition catholique française fondée en 1924, qui déclare « propose[r] au grand public francophone des livres d’intelligence de la foi chrétienne et de compréhension du message de l’Église pour la société contemporaine ».
Elle est gérée par la société Yves Briend Éditeur.

## Historique
Fondée à Mulhouse en 1924 par le chanoine Alphonse Meyer, la maison d'édition a ensuite été dirigée à partir de 1928 par Robert puis Pierre Zumbiehl.
Elle est installée à Paris 103 rue Notre-Dame-des-Champs dans le 6e arrondissement, à sa reprise en 1998 par Yves Briend.
Salvator est membre du groupe religion du syndicat national de l'édition.
En 2002, les éditions Salvator créent leur propre structure de diffusion : Salvator Diffusion.
Le 1er janvier 2017, David Briend, fils d’Yves Briend, est nommé président du conseil d'administration de la société, la direction générale est confiée à Régis de Villers.
En 2023, la maison est rachetée par Grégory Turpin et Pierre Chausse, et ce dernier devient le PDG.
En 2024, les locaux sont transférés au sein de Station 15.

## Prix littéraires obtenus
- Prix spiritualités d'aujourd'hui 2006 pour "La paix préventive : Raisons d'espérer dans un monde de conflits" d'Andrea Riccardi  (ISBN 978-2706704109)[8],
- Grand prix de la biographie politique 2010 pour "Matteo Ricci. Un jésuite à la cour des Ming." de Michela Fontana  (ISBN 978-2706707193)[9],
- Prix de littérature religieuse 2010 pour "La Foi des démons ou l'athéisme dépassé" de Fabrice Hadjadj  (ISBN 978-2706706257)[10],
- Prix de littérature religieuse 2012 pour "Conversion au silence, itinéraire spirituel d'un journaliste" de Michel Cool  (ISBN 978-2706708374)[11],
- Prix spiritualités d'aujourd'hui 2013 pour "Comment parler de Dieu aujourd'hui" de Fabrice Hadjadj  (ISBN 978-2706709418)[12],
- Grand prix catholique de littérature 2013 pour "John Bradburne, le vagabond de Dieu" de Didier Rance  (ISBN 978-2706708824)[13],
- Prix humanisme chrétien 2013 pour "Petit traité de la joie, consentir à la vie" de Martin Steffens  (ISBN 978-2706707759)[14]
- Prix du livre de spiritualité Panorama-La Procure 2014 pour "La souffrance désarmée" de Véronique Dufief  (ISBN 978-2706710513)[15],
- Prix Siloë Pèlerin 2016 pour "L'homme, merveille de Dieu" de Bernard Sesboüé  (ISBN 978-2706712142)* [16]
- Prix de littérature religieuse 2016 pour "Rien que l'amour. Repères pour le martyre qui vient" de Martin Steffens  (ISBN 978-2-7067-1290-6)[17]
- Prix spécial des directeurs financiers Turgot-DFCG 2016, remis lors de la 29e édition du prix  Turgot du meilleur livre d'économie financière, pour "La pente despotique de l'économie mondiale" de Hubert Rodarie  (ISBN 978-2-7067-1287-6)[18]
- Prix Pierre-Jakez Hélias 2016, décerné par l'association des écrivains bretons à Isabelle Pirot , pour son roman "La chair et la grâce"  (ISBN 978-2-7067-1233-3)[19]
- Prix humanisme chrétien 2019 pour "Dieu, Google, l'entreprise et moi" de Thomas Jauffret  (ISBN 978-2-7067-1701-7) [20]
- Prix de littérature religieuse 2020 pour "Qui leur jettera la première pierre ?" du Père Jean-Philippe Chauveau  (ISBN 978-2-7067-1820-5)

## Collections
- Forum[21],
- Collection Controverses[22],
- Carte Blanche[23],
- Salvator Famille,
- 100 prières[24],